# Ian Hutchinson
 (janvier 2019).
Si vous disposez d'ouvrages ou d'articles de référence ou si vous connaissez des sites web de qualité traitant du thème abordé ici, merci de compléter l'article en donnant les références utiles à sa vérifiabilité et en les liant à la section « Notes et références ».
Ian Hutchinson est un pilote moto de course sur route britannique, né le 12 août 1979 à Bingley dans le West Yorkshire. Son surnom est « Bingley Bullet ».
Il est à ce jour le seul pilote à avoir remporté cinq courses sur les cinq dans lesquelles il s'est engagé lors de l'édition 2010 du Tourist Trophy, de cette course qui se déroule au printemps dans l'ile de Man.

## Victoires
- Tourist Trophy de l'île de Man : 16, 2007 (1), 2009 (2), 2010 (5), 2015 (3), 2016 (3), 2017 (2)
- North West 200 : 1 (2010)
- Grand Prix moto de Macao : 1 (2013)